# Felix Hoffmann (Skispringer)
Felix Hoffmann (* 14. Oktober 1997) ist ein deutscher Skispringer.

## Werdegang
Felix Hoffmann startet für den SWV Goldlauter. Er debütierte am 28. und 29. September 2012 in Oberstdorf im Alpencup, wo er die Plätze 50 und 62 belegte. Im Februar 2015 startete Hoffmann in Hinterzarten erstmals im FIS Cup, wo er die Plätze fünf und neun erreichte. Am 28. Februar 2015 debütierte Hoffmann in Titisee-Neustadt im Continental Cup und belegte dort die Plätze 53 und 54. Seitdem folgen regelmäßig weitere Teilnahmen in allen drei Wettbewerbsserien.
Bei den Deutschen Meisterschaften 2016 wurde Hoffmann Siebter und gewann zusätzlich den Juniorenwettbewerb.
Hoffmann wurde im Dezember 2016 vom DSV in die nationale Gruppe für die Vierschanzentournee 2016/17 nominiert und startete damit bei den Wettbewerben in Oberstdorf und Garmisch-Partenkirchen. Mit den Plätzen 66 und 52 überstand er jedoch beide Male nicht die Qualifikation.
Bei den Junioren-Weltmeisterschaften 2017 in Park City, Utah gewann Hoffmann im Mannschaftswettbewerb von der Normalschanze zusammen mit Martin Hamann, Tim Fuchs und Constantin Schmid die Silbermedaille hinter Slowenien und vor Österreich. Im Einzelwettbewerb belegte er Platz 18.
Am 12. Februar 2017 gewann Hoffmann in Brotterode seinen ersten Wettbewerb im Continental Cup.

## Erfolge

### Continental-Cup-Siege im Einzel
| Nr. | Datum             | Ort           | Typ         |
| --- | ----------------- | ------------- | ----------- |
| 1.  | 12. Februar 2017  | Brotterode    | Großschanze |
| 2.  | 3. März 2023      | Iron Mountain | Großschanze |
| 3.  | 4. März 2023      | Iron Mountain | Großschanze |
| 4.  | 21. Januar 2024   | Sapporo       | Großschanze |
| 5.  | 27. Dezember 2024 | Engelberg     | Großschanze |

## Statistik

### Weltcup-Platzierungen
| Saison  | Platz | Punkte |
| ------- | ----- | ------ |
| 2022/23 | 070.  | 010    |
| 2023/24 | 046.  | 049    |
| 2024/25 | 050.  | 027    |

### Grand-Prix-Platzierungen
| Saison | Platz | Punkte |
| ------ | ----- | ------ |
| 2022   | 083.  | 002    |
| 2023   | 081.  | 006    |
| 2024   | 086.  | 002    |

### Continental-Cup-Platzierungen
| Saison  | Platz | Punkte |
| ------- | ----- | ------ |
| 2015/16 | 150.  | 006    |
| 2016/17 | 022.  | 474    |
| 2017/18 | 028.  | 393    |
| 2018/19 | 004.  | 972    |
| 2019/20 | 052.  | 139    |
| 2020/21 | 090.  | 012    |
| 2021/22 | 058.  | 148    |
| 2022/23 | 012.  | 629    |
| 2023/24 | 013.  | 641    |